# Scott McDaniel
Scott McDaniel est un artiste de comics américain qui a dessiné de nombreux livres, incluant l'histoire Fall from Grace de la série Daredevil de Marvel Comics. Son travail notable pour DC Comics inclut un long run sur Batman en tant que dessinateur régulier, Nightwing, Richard Dragon, et plus récemment, Green Arrow.

## Biographie
Scott McDaniel est né en 1965 dans la ville de Pittsburgh, en Pennsylvanie. Il était un grand fan de super-héros et sa mère lui a acheté des piles de bandes dessinées aux marchés aux puces. Il a appris à dessiner de toutes ces vieilles bandes dessinées.
Il est diplômé du lycée de Penn Hills Senior de Penn Hills, en Pennsylvanie. Après l'obtention de son diplôme, il voulait être chirurgien et est allé à l'Université Bucknell à Lewisburg, en Pennsylvanie, où son père, chirurgien en cardiologie, a étudié.
Il s'inscrit comme étudiant en Pre-Med (en) (classe préparatoire pour des études en médecine) jusqu'au jour où il est entré en classe de Chimie Inorganique et a vu une équation de 4 pieds de long (1,22 m) de l'Onde de Schrödinger griffonnée à la craie sur le tableau. À ce moment, il savait que la Pre-Med n'était pas pour lui.
Il est ensuite devenu chimiste, puis ingénieur en chimie. En première année à Bucknell, il se lie d'amitié avec Glenn Herdling,. Après avoir obtenu son diplôme de Bucknell, Herdling a pris deux études principales (en anglais et en psychologie) et a continué en travaillant pour Marvel Comics. McDaniel a pris sa licence en génie électrique et est allé travailler à la Division Kearfott de la Singer Company.
Il a épousé sa petite amie de lycée et a eu un fils, Alex.
Il a travaillé comme ingénieur en électricité pendant la journée, et a travaillé sur son art dans la soirée. Son ami Glenn prenait ses dessins chez Marvel pour obtenir des critiques d'autres éditeurs et artistes,.
Après plusieurs années de ces critiques, McDaniel a commencé à obtenir de petits emplois pour dessiner chez Marvel.
Scott McDaniel a déménagé à Pittsburgh (dans la banlieue de Monroeville), et a continué à travailler en tant qu'ingénieur électrique à la Loftus Division de la Eichleay Corporation. Près d'un an plus tard, il obtient de plus en plus de commandes de Marvel.
Lorsqu'un appel vient avec la possibilité de travailler sur Daredevil, il quitte son travail d’ingénieur et commence sa carrière d'artiste de bande dessinée.

### Style artistique
Le travail de McDaniel a tendance à avoir des traits épais, des couleurs vives en opposition avec du noir pur, et une plus grande attention aux scènes de combat.

## Publications

### DC Comics
- 52 no 42 (Origin of Green Arrow, 2007)
- Batman no 575-586, 588-602, 604-607 (2000-2002)
- Batman and Robin no 17-19 (2011)
- Batman Confidential no 22-25, 29-30 (2008-2009)
- The Batman Chronicles no 5 (1996)
- Birds of Prey no 125 (2009)
- Birds of Prey vol. 3 no 21-34 (2013-2014)
- Birds of Prey: Futures End no 1 (2014)
- Blue Beetle vol. 8 no 15 (2013)
- Catwoman vol. 4 no 22-23 (2013)
- Countdown no 29 (Origin of Penguin, 2009)
- Countdown: Arena no 1-4 (2008)
- DC Comics Presents: Green Lantern no 1 (2004)
- DC Universe Presents no 0 (avec d'autres artistes, 2012)
- Detective Comics no 766, 867-870 (2002, 2010)
- Earth 2: World's End no 9-25 (2015)
- The Flash vol. 5 no 37 (2018)
- The Great Ten no 1-9 (2010)
- Green Arrow vol. 6 no 60-75 (2006-2007)
- Green Lantern vol. 5 no 36-37 (2014)
- Green Lantern Corps: Edge of Oblivion no 5-6 (2016)
- JLA Classified no 17-18 (2006)
- Just Imagine Stan Lee with Scott McDaniel Creating Aquaman no 1 (2002)
- Nightwing vol. 2 no 1-40, 101-106, no 1000000, 1/2 (1996-2005)
- Nightwing: Target no 1 (2001)
- Outsiders vol. 3 Annual 1 (2007)
- Richard Dragon no 1-12 (2004-2005)
- Robin vol. 2 no 139-147 (2005-2006)
- Robin 80th Anniversary 100-Page Super Spectacular no 1 (avec d'autres artistes, 2020)
- Robin: Son of Batman no 7 (2016)
- Static Shock no 1-8 (2011-2012)
- Strange Adventures vol. 3 no 6-8 (2009)
- Superman vol. 2 no 190-200 (2003-2004)
- Superman: The Ten Cent Adventure no 1 (2003)
- Trinity no 1

### Marvel Comics
- The Amazing Spider-Man Annual no 26 (1992)
- Daredevil no 305-315, 317-327, 329-332, 334, 336, Annual no 9 (1992-1995)
- Elektra: Root of Evil no 1-4 (1995)
- Green Goblin no 1-4, 6-7, 9-10 (1995-1996)
- The Lethal Foes of Spider-Man no 1-2 (1993)
- The Spectacular Spider-Man Annual no 9, 12 (1989-1992)
- Spider-Man no 19-20 (histoires secondaires, 1992)
- Spider-Man/Punisher/Sabretooth: Designer Genes no 1 (1993)
- Web of Spider-Man Annual no 8 (1992)
- What If? vol. 2 no 31 (1991)